# Freekey Zekey
Freekey Zekey, de son vrai nom Ezekiel Jiles, né le 8 septembre 1975 à Harlem, New York, est un rappeur américain. Il est un des membres fondateurs des Diplomats, directeur du label 730 Dips Records et cousin de Cam'ron.

## Biographie
Ezekiel est né le 8 septembre 1975 dans le quartier de Harlem, à New York. Son père travaillait au Mt. Sinai Hospital. Lors d'un entretien en 2013 avec HipHopDX, Ezekiel confie être tombé amoureux à l'âge de neuf ans : « Il y avait cette petite fille appelée Ophelia ou quelque chose comme ça. On se voyait tous les jours, parce que nos parents s'occupaient de patients dans les églises ou les hôpitaux. On s'est parlé, elle m'aimait bien, et je l'aimais bien, puis on s'est retrouvé devant le distributeur automatique. J'avais genre 25 dollars. Elle voulait des marshmallows et des Mello Yello. [...] On a parlé, et c'était la première fois que j'embrassais une fille blanche. Une Becky. C'était mon premier rendez-vous. Devant le distributeur. »
Il se lance dans la musique au sein des groupes The Diplomats et Dipset. Avant de lancer sa carrière en solo, Ezekiel se retrouve face à des démêlés judiciaires.  Le 25 avril 2003, il est blessé par balle lors d'une fusillade, au cours de laquelle son garde du corps est tué. Après son arrestation, il est condamné pour possession de drogue et emprisonné durant deux ans au centre de détention de Durham,. En prison, il continue à se tenir au courant de l'activité des Diplomats, et se lance dans l'écriture de versets. À sa sortie de prison, en novembre 2006, Ezekiel signe un contrat de plusieurs millions de dollars avec le label Asylum Records. Son premier album, Book of Ezekiel, est publié le 24 juillet 2007,. L'album atteint la 25e place des Billboard RnB Albums, et la 154e place du Billboard 200.
En 2010, The Diplomats annonce leur réunion. Ezekiel explique en 2013 que le groupe se serait séparé après avoir été jeté par le label Interscope Records.

## Discographie

### Album studio
- 2007 : Book of Ezekiel

### Mixtapes
- 2006 : Kiss my Browneye
- 2007 : Henry
- 2008 : Blame It on the Henny
- 2008 : Henny and a Cigarette
- 2010 : Gangsta Ambition

### Albums collaboratifs
- 2003 : Diplomatic Immunity (avec les Diplomats)
- 2004 : Diplomatic Immunity 2 (avec les Diplomats)